# كيلي كوريغان
كيلي كوريغان (بالإنجليزية: Kelly Corrigan)‏ هي صحفية وكاتبة العمود أمريكية، ولدت في 16 أغسطس 1967.